# Elisabeth Vergés Costa
Elisabeth Vergés Costa  (Barcelona, 4 de enero de 1939-ibídem, 25 de septiembre de 2019) fue una pionera en la escalada y el alpinismo español, y una de las primeras alpinistas españolas en hacer expediciones fuera de Europa.

## Biografía
Su trayectoria deportiva está llena de numerosas escaladas durante los años sesenta, y muchas pasaron a la historia por ser las primeras ascensiones que hacía una mujer, como las de la Peña Sola de Agüero y la cima del Puro los Mallos de Riglos. Es autora de una biografía sobre José Manuel Anglada con quien estuvo casada e hizo expediciones durante sesenta años.
En Cataluña, escaló el macizo de Montserrat, el Cadí, la Riba (Tarragona), la gran pared de Oliana y el Valle de Ordesa, pero Vergés fue también de las primeras escaladores que participaron en expediciones fuera de Europa, como en Hoggar (Argelia), Kenia, Groenlandia y los Andes del Perú. Estuvo vinculada al Club Muntanyenc Barcelonès y el Centro Excursionista de Cataluña. Vergés formó cordada habitual con Josep Manuel Anglada y Nieto, Jordi Pons Sanginés, Joan Cerdà o Francisco Guillamon Nieto. Además, en 1961 formó parte de la primera cordada íntegramente femenina que subió al Cavall Bernat junto con la espeleóloga barcelonesa Alicia Masriera González.
Fue protagonista del documental Encordades conjuntamente con Carmen Romeo Pecci, Mónica Virgen Folia, Esther Sabadell Simón y Elena Alemán Sobrino entre otros, y donde diferentes generaciones de alpinistas y montañeras explican sus vivencias y su pasión por subir montañas, y donde se reflexiona también sobre el papel femenino en este deporte.
El documental Encordades consiguió el premio a la Mejor Película de Montaña en el Kendal Mountain Film Festival de 2011, uno de los principales festivales de cine de montaña de Gran Bretaña.

## Alpinismo y escaladas

### Expediciones
- Expedición al macizo de Ahaggar, Argelia (1967)
- Expedición montes de Kenia (1971)
- Expedición Groenlandia a la península d'Alfred Wegener (1973, 1976)
- Expedición a los Andes del Perú (1980)

### Ascensiones
- Primera ascensión femenina a Peña Sola de Agüero.
- Primera ascensión femenina a los Mallos de Agüero.
- Primera ascensión femenina el Puro de los Mallos de Riglos.